# Estació de Tarascó
Tarascó (Tarascon en francés) és una estació que es troba a la ciutat de Tarascó, al departament francès de Boques del Roine. En 2018, segons les estimacions de la SNCF, 196.700 usuaris van passar per aquesta estació.

## Línies
- Línia Paris-Marsella
- Línia Tarascó-Seta

## Línies amb parada a l'estació
- Intercity
  - Marsella - Clarmont d'Alvèrnia

- [2][3][4][5]
  - Marsella - Narbona
  - Avinyó - Montpeller/Besiers/Narbona/Perpinyà/Cervera de la Marenda/Portbou